# Vương tộc Sachsen-Coburg và Gotha-Koháry
Nhà Sachsen-Coburg và Gotha-Koháry là một nhánh phụ đến từ Vương tộc Sachsen-Coburg và Gotha, được thành lập sau cuộc hôn nhân của Ferdinand xứ Sachsen-Coburg và Gotha và Mária Antonia Koháry xứ Csábrág và Szitnya của Nhà Koháry, một trong 3 chủ đất giàu có nhất Vương quốc Hungary thuộc Đế quốc Áo. Các hậu duệ đến từ cuộc hôn nhân này có 4 vị vua cuối cùng của Vương quốc Bồ Đào Nha (Pedro V, Luís I, Carlos I, Manuel II) và ba vị Sa hoàng của Vương quốc Bulgaria (Ferdinand I, Boris III và Simeon II).
Mốc sự kiện đánh dấu dòng Sachsen-Coburg và Gotha-Koháry được nâng lên hàng vương tộc là vào năm 1837, khi con trai của Thân vương Ferdinand và Mária là Công tử Ferdinand chiếu theo luật Jure uxoris trở thành Đồng quân vương Bồ Đào Nha.

## Lịch sử

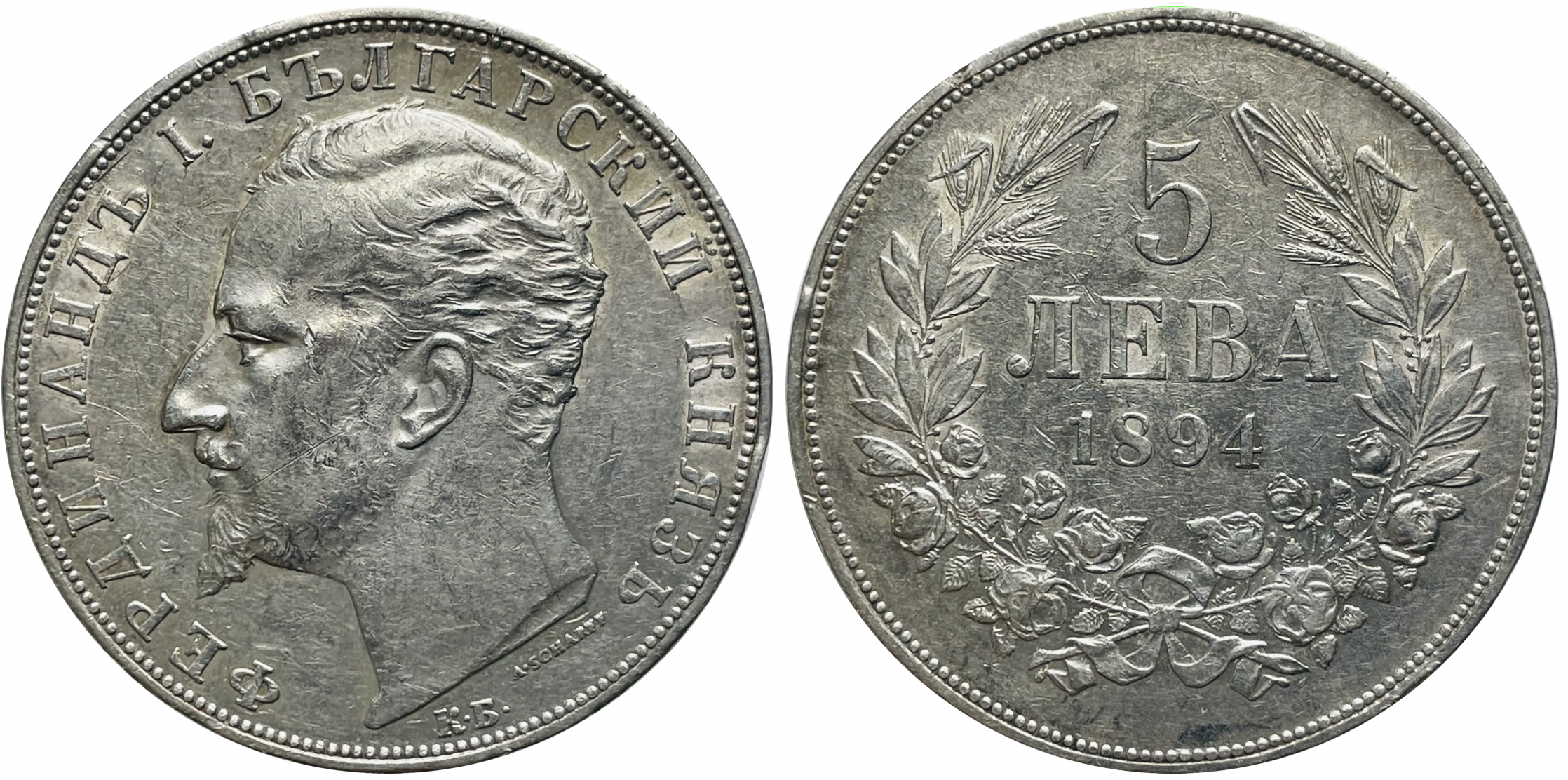
5 leva bạc của Thân vương quốc Bulgaria, mặt trước là chân dung Thân vương Ferdinand I, đúc năm 1894

Sau cuộc hôn nhân của Ferdinand xứ Sachsen-Coburg và Gotha và Thân vương nữ Maria Antonia Koháry de Csábrág vào tháng 01/1816 và cái chết của cha vợ - Thân vương Ferencz József Koháry de Csábrág vào năm 1826, Thân vương Ferdinand đã thừa kế khối tài sản khổng lồ của Nhà Koháry ở Hungary và chuyển sang Công giáo La Mã.
Con cháu của nhánh này đã kết hôn với nữ vương của Bồ Đào Nha, hoàng nữ của hoàng gia Brazil, Đại công tước của Áo, vương nữ của Vương gia Bỉ và Vương nữ của Vương gia Sachsen. Một nhân vật xuất phát từ Nhà Sachsen-Coburg và Gotha-Koháry đã làm thân vương rồi vua của Vương quốc Bulgaria, đó là Ferdinand I và con cháu ông tiếp tục làm vua của nước này cho đến năm 1946. Người đứng đầu hiện tại của Nhà này tại Bulgaria là cựu sa hoàng Simeon II, người đã bị phế truất và lưu đày sau Thế chiến thứ II, có tên là Simeon Sakskoburggotski. Ông giữ chức thủ tướng Bulgaria từ năm 2001 đến 2005, điều này khiến ông trở thành một trong hai cựu quốc vương duy nhất trên thế giới trở thành người đứng đầu chính phủ thông qua các cuộc bầu cử dân chủ. Đạo diễn người Bulgaria Andrey Paounov đã dành riêng một bộ phim tài liệu có tựa đề "The Boy Who Was a King", kể về sự trở lại của vua Simeon II dưới vai trò thủ tướng Cộng hoà Bulgaria.